# بخش نیوبری (میامی، اوهایو)
بخش نیوبری (به انگلیسی: Newberry Township) یک منطقهٔ مسکونی در ایالات متحده آمریکا است که در شهرستان میامی، اوهایو واقع شده‌است. بخش نیوبری ۱۱۰٫۸ کیلومتر مربع مساحت و ۶٬۴۹۰ نفر جمعیت دارد و ۲۹۲ متر بالاتر از سطح دریا واقع شده‌است.